# José Mascarenhas Pacheco Pereira Coelho de Melo
José Mascarenhas Pacheco Pereira Coelho de Melo (Faro, ? - Portugal, ?) foi um fidalgo, literato e magistrado português, e administrador colonial no Brasil.
Era filho de João Pacheco Pereira de Vasconcelos, fidalgo da Casa Real e nascido em uma das mais ricas famílias do Douro, e de Ana Maurícia Mascarenhas de Melo, também fidalga da Casa Real. Educou-se na Universidade de Coimbra, obtendo o grau de doutor em leis. Foi Conselheiro do Rei, membro das academias reais da Espanha e Portugal e juiz desembargador da Casa da Suplicação de Lisboa.
Sendo um oficial da confiança do Marquês de Pombal, participou ativamente na implantação das políticas pombalinas e na cruel repressão da Revolta dos Taberneiros no Porto. Em 13 de maio de 1758 foi indicado Conselheiro de Ultramar e designado para a Bahia, chegando a Salvador em 27 de agosto. Viera com a missão de expulsar os jesuítas, criar o Conselho de Guerra e Estado e instalar a Mesa da Consciência e Ordens, até então inexistentes no Brasil.

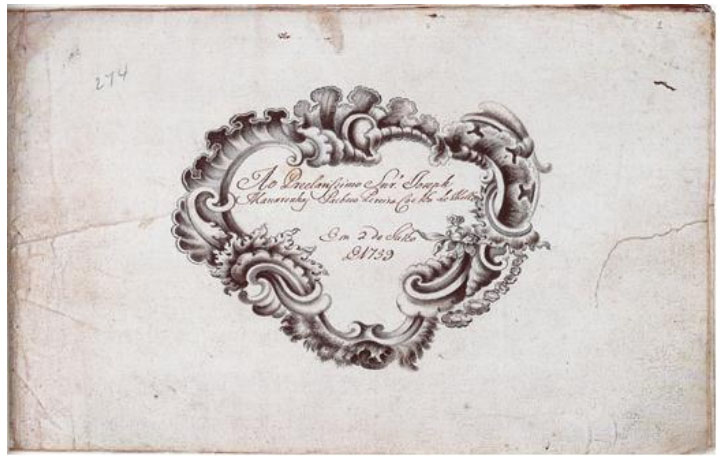
Capa do manuscrito da cantata em sua homenagem, que traz a dedicatória à sua pessoa

Homem de letras, apesar da pesada censura vigente naquele período, muito dificultando o progresso da educação e da cultura na colônia, com o apoio de Pombal, que buscava atrair a elite brasileira para si, tentou dinamizar o ambiente intelectual da Bahia, fundando em 1759 a Academia dos Renascidos, nos moldes das academias literárias e científicas da Europa, com o objetivo de produzir uma história da América portuguesa, embora sua iniciativa tenha dado frutos efêmeros. Foi homenageado pelos acadêmicos com a cantata Heroe, egregio, douto, peregrino, a mais antiga obra vocal profana a sobreviver no Brasil, após recuperar-se de uma doença.
Em novembro do mesmo ano caiu em desgraça. Convidando o capitão da Armada Real Francesa, ancorada no porto da Bahia, para integrar a Academia que recém fundara, foi acusado pelo vice-rei dom Marcos de Noronha de colaborar com os franceses, então em guerra contra Portugal, e de negligenciar sua investida contra os jesuítas. Pombal mandou então "sepultá-lo vivo", sendo encarcerado, junto com toda sua criadagem e livraria, na Fortaleza de Santa Cruz de Anhatomirim, em Santa Catarina, e depois de 1774 na Fortaleza de São José da Ilha das Cobras, no Rio de Janeiro, permanecendo em cativeiro por dezessete anos. Contudo, sua traição nunca ficou provada e após a morte de dom José I e a queda do Marquês de Pombal foi indultado por dona Maria I, regressando então a Portugal.
Foi conhecido por seu "grande engenho e profunda erudição", conforme relatou Manuel Lopes de Almeida, sendo elogiado por Angelo Amado Melmezi como "um dos grandes engenhos que tem produzido este reino, em matérias de literatura, de compreensão, e de crítica, predicados que o fazem estimar em muitas partes da Europa, e pelos quais muitas academias o buscaram para seu aluno".
Deixou várias obras impressas, entre elas:
- Glórias de Lysia, Lisboa, 1748
- Romance na Aclamação, Lisboa, 1750
- Sentimentos de Lysia, Coimbra, 1751
- Elogio fúnebre do Marquês de Valença, Coimbra, 1751
- Oração Acadêmica, Madri, 1754

Em manuscrito, entre outras:
- História Geográfica de Portugal
- Notícia exata do Terremoto de 1755
- Evoluções militares para instruções do mais ignorante soldado
- Oração latina sobre o método dos estudos da Jurisprudência